# Přestřelka v Palermu
Přestřelka v Palermu (v originále Palermo Shooting) je hraný film německého režiséra Wima Wenderse z roku 2008. Hlavní roli zde hraje Campino, zpěvák německé skupiny Die Toten Hosen. První část filmu se odehrává v rodném městě režiséra Wima Wenderse, v Düsseldorfu, následně se přesune do Palerma.